# Teesdaliopsis
Teesdaliopsis é um género botânico pertencente à família Brassicaceae.